# Declan Townsend
Declan F. Townsend (Tralee (County Kerry), 1938) is een hedendaags Ierse componist, dirigent, muziekpedagoog en muziekcriticus.

## Levensloop
Townsend werkte na zijn studie als muziekleraar onder andere aan de Cork School of Music in Cork, Ierland waar hij hoofd van de blazers- en slagwerkersafdeling was. Voor zijn dissertatie over folksongarrangementen van Gustav Holst, Ralph Vaughan Williams, Zoltán Kodály en Béla Bartók werd hij onderscheiden en promoveerde tot Ph.D.. Hij gaf ook privélessen als leraar van strijkers en was werkzaam als dirigent van koren en van kleine, lichte opera's. Tegenwoordig werkt hij ook als muziekcriticus voor het blad The Irish Examiner.
Als componist schreef hij voor verschillende genres en zijn werken werden behalve in Ierland ook in Nederland, Duitsland en in de Verenigde Staten gespeeld. Meerdere werken schreef hij voor het Cork International Choral Festival, waar hij ook prijzen won. Hij kreeg ook opdrachten van de Cork School of Music, het kamerorkest van Cork en het jeugdorkest van Cork.

## Composities

### Werken voor orkest
- 1988 Threetees Rag
- 1989 Speakeasy Suite, voor strijkers
- 1989 Songs of Farewell
- 1990 Shades of Carolan, voor strijkorkest
- 1993 Vive Moi!
- 1993 Foinn Fiannaíochta, voor strijkers
- 1998 Aisling
- 1998 rev.2003 Amhrán Dóchais - Official Salute for An Taoiseach, voor strijkorkest
- 2003 Tommy, tango voor strijkorkest
- 2005 Four Portraits

### Werken voor harmonieorkest
- 1994 Dreamworld - (Taighreamh)

### Missen, cantates en gewijde muziek
- 1965 The Birth of Christ, voor gemengd koor
- 1978 The Lord's Prayer, voor driestemmig kinder- of vrouwenkoor (ssa)
- 1983 Mass for Peace, voor sopraan, alt en orgel (of strijkers)
- 1985 My God and King, voor samenzang, gemengd koor en orkest
- 1998 Stations of Affliction, meditaties over de kruisweg voor sopraan solo, klarinet en contrabas

### Werken voor koor
- 1964 Tho' it be Night, voor gemengd koor
- 1969 Sea Fever, voor driestemmig koor (s,a,b)
- 1974 Aifreann Barra Naofa, voor driestemmig koor (s,a,b) en orgel
- 1975 Ár nAthair, voor mannenkoor
- 1978 Machtnamh agus Rann, voor gemengd koor
- 1979 Suantraí, voor gemengd koor
- 1983 And all the Stars Looked Down, voor gemengd koor en strijkers
- 1995 Song of the Crib, voor gemengd koor en strijkers
- 1996 Aifreann Pobail Dé, voor driestemmig koor (s,a,b), conga's en orgel

### Vocale muziek
- 1963 Es Erklingen alle Bäume, voor solozang en piano
- 1991 Two Songs, voor sopraan solo, bariton solo en piano
- 2002 The Christmas Candle, voor sopraan solo, driestemmig vrouwenkoor (ssa) en piano

### Kamermuziek
- 1989 Diversions, voor twee klarinetten en fagot
- 1993 Scherzo Bacach, voor xylofoon en twee marimba (achthandig)
- 2001 Fantasy, A Connemara Tale, voor fluit en harp

### Werken voor slagwerk
- 1996 Dead March of a Hero, voor vier slagwerkers

### Filmmuziek
- 1959 The Silent Art